# Adam du Petit-Pont
Adam du Petit-Pont (né à Balsham v. 1100/1102 – le 6 août 1180) est un logicien et philosophe d'origine anglaise.
Il a également été appelé Adam Balsham, Adam du Petit-Pont, Adamus de Parvo Ponte, Adamus Balsamiensis, Adam du Petit Pont, d'où vient l'épithète Parvipontanus.

## Biographie
Adam du Petit-Pont a étudié et enseigné au Petit-Pont à Paris.
Sa famille avait des racines françaises. À Paris, il a étudié avec Pierre Lombard. Il a également enseigné le trivium (grammaire, rhétorique, dialectique) au Petit Pont. L'un de ses élèves était Jean de Salisbury et il était admiré par Alexandre Neckam (Neckam, né en 1157 et ayant aussi étudié au Petit Pont) (selon Mino Paluello est une deuxième version de l’Ars disserendi de celui-ci). En 1145 il devint chanoine à Paris. Il revint en Angleterre en 1175 (ou 1176 selon le calendrier grégorien) et consacré évêque de Saint-Asaph,. Il assista en 1179 au Concile de Latran où « il dut condamner certaines propositions de Pierre Lombard. »
Il a également abordé les Premiers analytiques d'Aristote, dont il a donné un commentaire critique partiel (Ars disserendi). Dans cet essai de logique de 1132, il expose et analyse le « paradoxe du menteur », dont c'est la plus ancienne mention au Moyen Âge. Les sources de ce paradoxe ne sont pas précisément connues : il apparaît à la fin du XIIe siècle, dans un traité latin les Insolubilia Monacensia (manuscrit anonyme à Munich). Les premiers progrès sur cette question ne vinrent ensuite qu'avec Thomas Bradwardine au XIVe siècle, qui reconnut dans l’Ars disserendi de Parvipontus la possibilité que des ensembles infinis puissent être sous-ensembles d'eux mêmes, propriété caractéristique qu'utiliseront au XIXe siècle Richard Dedekind (1888), Georg Cantor et Charles Sanders Peirce (1885) pour définir les ensembles infinis,.
Ses disciples étaient, comme les Adamites, adversaires des premiers philosophes et logiciens de l’École nominaliste d'Abélard (Gilbert de la Porrée, Robert de Melun et Albéric du Mont).